# Karczowiska
Karczowiska (niem. Neurode) – wieś w Polsce położona w województwie dolnośląskim, w powiecie lubińskim, w gminie Lubin, na trasie Lubin – Legnica.

## Podział administracyjny
W latach 1975–1998 miejscowość administracyjnie należała do województwa legnickiego.